# José Manuel Martins
José Manuel Martins (2 settembre 1906 – 5 settembre 1994) è stato un calciatore portoghese, di ruolo attaccante.

## Carriera
Ha esordito con la Nazionale portoghese nel 1926. Ha preso anche parte alle Olimpiadi del 1928.